# ウィルトシャー
ウィルトシャー（英: Wiltshire, Wilts, [ˈwɪlt.ʃər, -ʃɪər]）は、イギリスのサウス・ウェスト・イングランドにある典礼カウンティ。北でグロスターシャーと、北東でオックスフォードシャーと、東でバークシャーと、南東でハンプシャーと、南でドーセットと、西でサマセットと隣接する。最大の町はスウィンドン、州都（カウンティ・タウン）はトローブリッジ。
面積は3,485平方キロメートル、人口は70万人あまり。州中部と南西部に市街地が点在するほかは、大部分が農村部である。行政上は、スウィンドンとウィルトシャーのふたつの単一自治体から構成される。
ダウンランズと呼ばれる石灰岩の丘陵地帯にあたる。州内はおおむね北部のノース・ウェセックス・ダウンズ、中部のソールズベリ平原、南部のクランボーン・チェイスに分けられる。北西部はコッツウォルズの一部である。いずれもエイヴォン川という名前のふたつの主要河川があり、このうち北エイヴォン川は北西から入ったのち、州内を南西に流れブラッドフォード・オン・エイヴォン近くでウィルトシャーを出る。これに対して南エイヴォン川はソールズベリ平原に源を発してソールズベリを流れ、ハンプシャーに至る。
ソールズベリ平原は国際連合教育科学文化機関 (UNESCO) の世界遺産にも登録されている、ストーンヘンジ、エーヴベリーと関連する遺跡群の所在地として有名である。平原の大部分はイギリス陸軍の演習場となっている。ソールズベリ市は中世のソールズベリー大聖堂で知られる。ロングリートといった一般に公開されている大規模なカントリーハウスやナショナル・トラストのストアヘッド、多数の丘に点在するホワイトホース、イギリスでもっとも美しい村に選ばれたこともあるカースル・クーム (Castle Combe) 村なども観光名所として挙げられる。

## 主要都市
- ボックス (Box)
- チッペナム (Chippenham)
- ディヴァイザズ (Devizes)
- マルボロ (Marlborough)
- ソールズベリー (Salisbury)
- スウィンドン (Swindon)
- トローブリッジ (Trowbridge)
- ウェストベリー（英語版）
- エディントン（英語版）